# Kurt Leininger
Kurt Wolfgang Leininger (* 1948 in Pressbaum) ist ein österreichischer  Fotograf und Buchautor.
Kurt Leininger erlernte die Berufe Technischer Zeichner, Offsetdrucker und Fotograf. Seit 1974 ist er als selbständiger Fotograf und als freier Journalist in Salzburg tätig.

## Werke
- Salzburg – Eine Stadt zwischen Tradition und Moderne. Residenz Verlag, Salzburg 2002. ISBN 3-7017-1319-7
- Verordnetes Sterben. Verdrängte Erinnerungen. NS-Euthanasie in Hartheim. Verlagshaus der Ärzte, Wien 2006. ISBN 978-3-901488-82-5